# Museo Afroantillano de Panamá
El Museo Afroantillano de Panamá, simplemente conocido como Museo Afroantillano o MAAP, es un museo etnográfico ubicado en el corregimiento de Calidonia, en la Ciudad de Panamá. El museo fue fundado el 23 de diciembre de 1980, por la Dra. Reina Torres de Araúz en el edificio de la Antigua Capilla de la Misión Cristiana. El edificio fue construido entre 1909 y 1910, fue el lugar de reunión de un grupo de protestantes barbadenses. Actualmente es administrado por el Ministerio de Cultura de Panamá, y apoyado por la Sociedad de Amigos del Museo Afroantillano de Panamá.
Se encarga de difundir la cultura afroantillana y su aporte a la historia y cultura panameña. Entre sus exhibiciones se encuentran artículos de uso personal, herramientas de trabajo y objetos domésticos, fotografías, documentos y vídeos. Cuenta con una exhibición que explica la construcción de la Capilla de la Misión Cristiana y otras que muestran la llegada de los afroantillanos a Panamá, su forma de vida y aporte a la cultura de Panamá.

## Historia

### Antigua Capilla de la Misión Cristiana

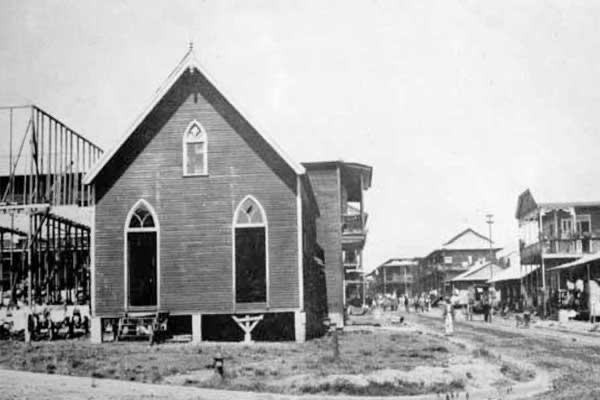
La Capilla de la Misión Cristiana en 1915.

El edificio que actualmente alberga el Museo Afroantillano de Panamá fue construido entre los años 1909 y 1910, por un grupo de religiosos protestantes provenientes del actual Barbados. El terreno donde se encuentra actualmente fue obtenido con el apoyo de la Compañía del Ferrocarril de Panamá, en el actual barrio de El Marañón. 
La piedra fundacional fue instalada en 1909, en una ceremonia presidida por el presbítero Beckles y el reverendo Thorburne. La construcción se realizó bajo la dirección del presbítero Burke y la asistencia de los hermanos Brooms y King, y culminó con la inauguración de cinco edificios construidos, el 16 de enero de 1910.
La Misión Cristiana dejó el edificio y se mudó a Río Abajo a mediados del siglo XX, siendo este abandonado posteriormente. La edificación quedó en gran deterioro a finales de la década de 1970.

### Museo

Reina Torres de Araúz, fundadora del museo.

El 23 de diciembre de 1980 el museo fue inaugurado en el edificio de la Capilla de la Misión Cristiana, por la Dra. Reina Torres de Araúz, fundadora de gran parte de los museos administrados por el Ministerio de Cultura, antiguo Instituto Nacional de Cultura (INAC).
El edificio del actual museo pasó a formar parte del patrimonio del Instituto Nacional de Cultura mediante la Ley 43 de 2017 que, entre otras disposiciones, autorizó al Banco Hipotecario Nacional a traspasar al INAC, a título gratuito, un terreno de 2,408.93 m², que contiene al edificio del MAAP, su jardín y dependencias. La Sociedad de Amigos del Museo Afroantillano ha realizado gestiones para impulsar la segregación y el traspaso del terreno desde 2010.

## Edificio
La Antigua Capilla de la Misión Cristiana consta de una sola habitación elevada sobre pilotes, formando marcos simétricos de madera. El techo presenta una prominente inclinación en su cubierta sencilla de dos aguas de lámina metálica, sobre estructura de cerchas o “caballos” de madera con ménsulas talladas. Dos ventanas contrapuesta sobre el nivel de la solera, permiten la ventilación del espacio del techo, el cual tiene un cielo raso machihembrado de madera. Se desconoce el número de ventanas que tuvo el edificio originalmente. 
Tenía dos entradas en su fachada principal, y lo que se aprecia como la escalera de su fachada lateral derecha. La entrada principal con un vestíbulo techado y escaleras habría sido construida en la primera mitad del siglo XX. La fachada se asemeja a otras capillas afroantillanas de la época, de influencia caribeña, sin embargo esta no contaba con un campanario.

## Colecciones
La colección en su fundación estaba conformada 
principalmente de fotografías de distintas épocas. El altar de la capilla, que data de 1910, fue un elemento importante de la exposición. En la actualidad, el museo consta de dos dioramas domésticos de una recámara y una cocina que muestran la vida cotidiana y vestimenta afroantillana. También se encuentra uno que representa una escena de trabajo durante la excavación del Canal de Panamá, que consta de un tramo de vía y un carro volquete metálico. 
El museo también cuenta con un área administrativa para la venta de libros temáticos, souvenirs y orientación para los visitantes. El espacio central consta de paneles con fotografías históricas, maniquíes, máquinas, maquetas a escala de las casas de alquiler de madera características de finales del siglo XIX a mediados del siglo XX, y mobiliario histórico, especialmente de la época de la construcción del Canal. Además, sobresalen un baúl de equipaje y una libreta de cupones de compra para usar en los comisariatos del Silver Roll.